# Leandro Gracián
Pour les articles homonymes, voir Gracián (homonymie).
Leandro Gracián est un footballeur argentin né le 6 août 1982 à Buenos Aires (Argentine). Il joue actuellement au Club de Deportes Cobreloa après avoir été au CA Independiente sous forme de prêt (depuis l'intersaison 2009-2010), en provenance du Boca Juniors et évolue au poste de meneur de jeu. 